# To Be with You
To Be with You è un singolo del gruppo musicale statunitense Mr. Big, secondo estratto dall'album Lean into It e pubblicato nel tardo 1991.
La canzone ha fatto il suo debutto in classifica il 21 dicembre 1991 apparendo nella Billboard Hot 100 e successivamente ha raggiunto il primo posto in più di venti paesi, inclusi gli Stati Uniti.

## Genesi e contesto
La canzone è stata scritta e composta da Eric Martin nel periodo della sua adolescenza, con il chitarrista Paul Gilbert che ha contribuito all'arrangiamento melodico in seguito. Tra i crediti della canzone figura anche il nome di David Grahame, un compositore che ai tempi lavorava per la Atlantic Records.
Mentre si trovavano nell'appartamento di Gilbert, lui e Martin abbozzarono le loro composizioni: il cantante aveva una ballata intitolata To Be with You, mentre il chitarrista aveva una canzone dai tratti psichedelici chiamata Green-Tinted Sixties Mind. Entrambi sentivano che le due canzoni erano abbastanza promettenti per essere incluse nel loro album successivo, nonostante si allontanassero dallo stile puramente rock del gruppo.

## La canzone
La canzone tratta di un uomo che ha messo gli occhi su di una donna che è appena uscita da una relazione che le ha spezzato il cuore. Quando Martin era al secondo anno di liceo strinse un legame particolare con una ragazza chiamata Patricia Reynolds, che era amica della sorella del cantante. Martin se ne innamorò follemente ma la ragazza non aveva voglia di impegnarsi in nuove relazioni. Il cantante scrisse il testo per dire a Patricia che avrebbe fatto qualsiasi cosa al fine di essere poco più di un amico e un confidente.
Musicalmente la canzone prende ispirazione dal brano Give Peace a Chance di John Lennon.
Nel 2014 è stata indicata come la tredicesima migliore power ballad di tutti i tempi da Yahoo! Music, mentre si trova al sessantaduesimo posto nella classifica VH1 delle più belle canzoni d'amore di sempre.

## Video musicale
Il videoclip raffigura i membri della band che si esibiscono nella canzone all'interno di un vagone ferroviario. Il video passa dal bianco e nero al colore durante l'assolo di chitarra di Paul Gilbert.

## Tracce
7" Single Atlantic 7567-87566-7
1. To Be with You – 3:27
2. Green-Tinted Sixties Mind – 3:30

12" Maxi Atlantic 7567-85892-0
1. To Be with You
2. A Little Too Loose (Live)
3. The Drill Song (Daddy, Brother, Lover, Little Boy) (Live)
4. Alive and Kickin' (Live)

CD-Maxi Atlantic 7567-85909-2
1. To Be with You – 3:27
2. Green-Tinted Sixties Mind – 3:30
3. Alive and Kickin' – 5:28

## Classifiche

### Classifiche settimanali
| Classifica (1992)                | Posizione massima |
| -------------------------------- | ----------------- |
| Australia                        | 1                 |
| Austria                          | 1                 |
| Belgio (Fiandre)                 | 1                 |
| Canada                           | 1                 |
| Europa                           | 1                 |
| Finlandia                        | 6                 |
| Francia                          | 10                |
| Germania                         | 1                 |
| Giappone                         | 1                 |
| Irlanda                          | 2                 |
| Norvegia                         | 1                 |
| Nuova Zelanda                    | 1                 |
| Paesi Bassi                      | 1                 |
| Polonia                          | 5                 |
| Regno Unito                      | 3                 |
| Stati Uniti                      | 1                 |
| Stati Uniti (adult contemporary) | 11                |
| Stati Uniti (mainstream rock)    | 19                |
| Stati Uniti (radio)              | 3                 |
| Svezia                           | 1                 |
| Svizzera                         | 1                 |

### Classifiche di fine anno
| Classifica (1992) | Posizione |
| ----------------- | --------- |
| Australia         | 4         |
| Austria           | 5         |
| Belgio (Fiandre)  | 20        |
| Germania          | 6         |
| Giappone          | 5         |
| Nuova Zelanda     | 3         |
| Paesi Bassi       | 8         |
| Stati Uniti       | 12        |
| Svizzera          | 3         |